# USS LST-292
O USS LST-292 foi um navio de guerra norte-americano da classe LST que operou durante a Segunda Guerra Mundial.